# Herren (Film)

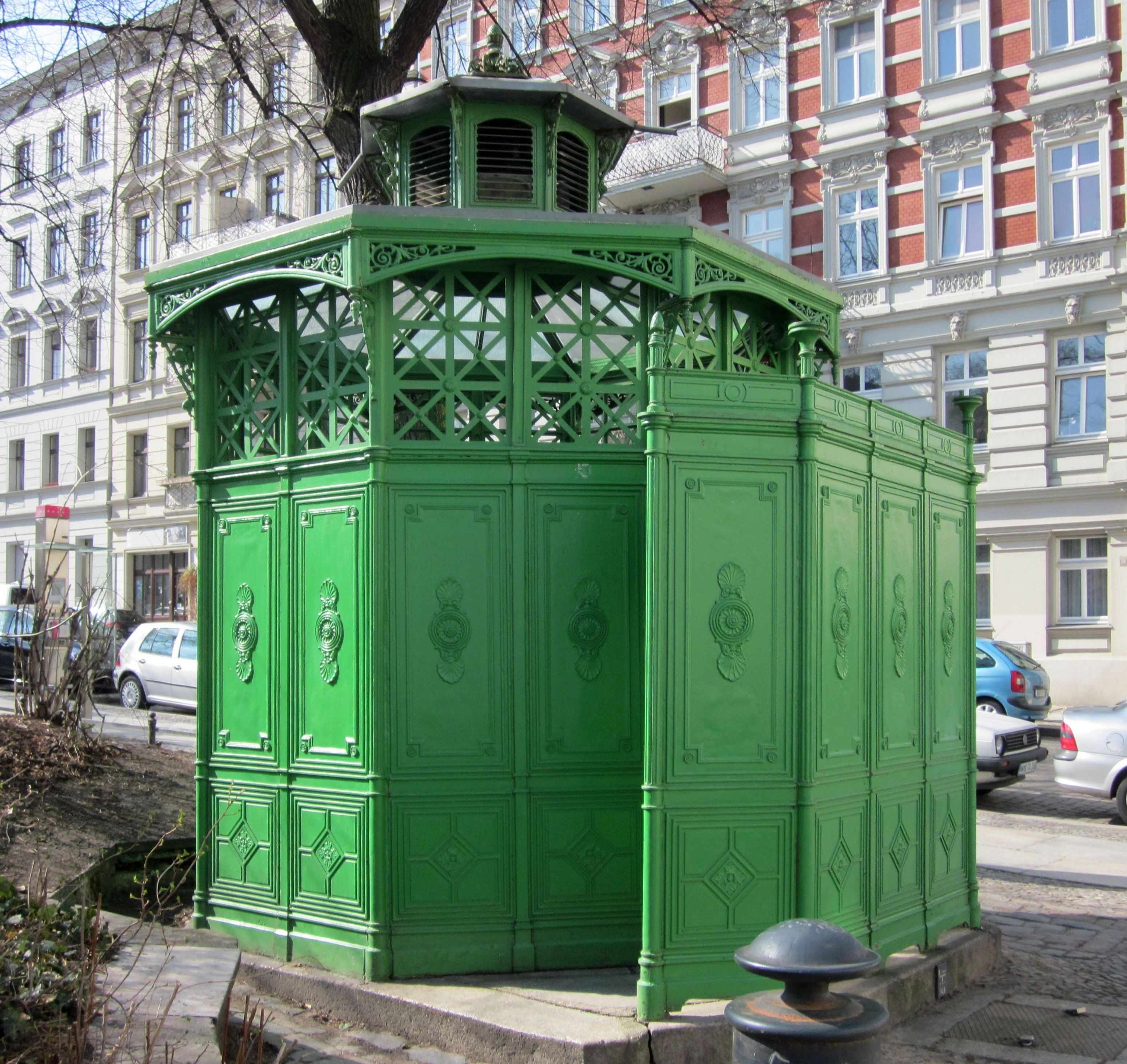
Der Filmtitel „Herren“ bezieht sich auf Besucher öffentlicher Bedürfnisanstalten, die mit ihren Pissoirs nur für Männer geeignet sind (Foto vom Chamissoplatz in Berlin-Kreuzberg)

Herren ist ein deutscher Fernsehfilm aus dem Jahr 2019. In der Hauptrolle spielt Tyron Ricketts einen brasilianischen Capoeiralehrer, der nach dem Verlust seines Arbeitsplatzes seine persönliche Rolle in Deutschland wieder neu finden muss.
Es handelt sich um eine freie Verfilmung, basierend auf dem gleichnamigen Roman von Warwick Collins, wobei die Handlung abgewandelt von London nach Berlin verlegt wurde.

## Handlung
Der Brasilianer Ezequiel lebt mit seiner Frau Marta und seinem Sohn Stevie in Berlin. Er ist Capoeiralehrer und hat vor kurzem seinen Job gekündigt, nachdem er die Capoeiraschule, in der er seit Jahren unterrichtete, nicht wie erwartet übernehmen durfte. Mit dem Verkauf von Flip-Flops und Fußballtrikots verdient er allerdings kaum etwas, sodass er aufgrund eines Zeitungsinserats beschließt, einen Nachtjob als „Fahrer beim Denkmalschutz“ anzunehmen. Dieser entpuppt sich allerdings als Putzjob, bei dem nachts die historischen denkmalgeschützten Pissoirs, in Berlin auch „Café Achteck“ genannt, gereinigt werden müssen. Ezequiel hadert zunächst damit, da er eine solche Arbeit als unter seiner Würde liegend betrachtet. Da seine Frau ihm wiederholt vorwirft, nichts sei gut genug für ihn und er solle doch endlich Geld verdienen, damit beide etwas zum Lebensunterhalt der Familie beitragen, setzt er die Arbeit fort.
Jede Nacht geht er mit Reynaldo und Jason auf Tour und beseitigt gemeinsam mit ihnen die Hinterlassenschaften des Tages. Nach und nach freundet er sich mit der Arbeit an, auch weil er durch seine beiden Kollegen immer wieder auf den Boden der Tatsachen zurückgeholt wird. Während sich Ezequiel in Deutschland aufgrund seiner Hautfarbe oft diskriminiert fühlt, sind seine Kollegen weitestgehend zufrieden. Reynaldo hat eine deutsche Frau und ist in ihrer Schrebergartenkolonie aufgrund seiner Hilfsbereitschaft und fröhlichen Art sehr beliebt, Jason hat Ambitionen, sich mit seiner Band Kreuzberg Deluxe einen Namen zu machen. Ezequiel, der nur das Beste für seine Familie möchte, kann zunächst nicht nachvollziehen, dass Sohn Stevie trotz Abitur eine „unmännliche“ Ausbildung zum Friseur machen möchte. Auch wegen seiner Herkunft müsse er doch nach Höherem streben. Er erfährt jedoch durch Unterstützung von Reynaldo und Jason, dass es nicht immer viel braucht, um glücklich zu sein, und dass die Erfüllung traditioneller Rollenbilder nicht das einzig anzustrebende Ziel sein sollte. Eigene Ziele seien wichtig und so entschließt sich Ezequiel, doch noch den Traum einer eigenen Capoeiraschule zu verwirklichen. Er versöhnt sich mit seiner Frau und akzeptiert den Berufswunsch seines Sohnes.

## Rezeption

### Kritiken
Das Lexikon des internationalen Films lobt den Film und schreibt: „Amüsante und unverkrampfte Komödie über die Identitätssuche von Menschen mit dunkler Hautfarbe in Deutschland. Scheinbar mühelos verbindet der Film lockere Momente und existenzielle Krisen und zeigt das Dasein zwischen sprachlicher und kultureller Integriertheit und Alltagsrassismus authentisch und klischeefrei.“
Thomas Gehringer gibt dem Film bei tittelbach.tv insgesamt 5,5 von 6 Sternen. Seiner Meinung nach sei die Geschichte glaubhaft und lebensnah erzählt, wodurch sich gängige Klischees wenig aufdrängen würden. Der Film hätte einen „humorvollen, leichten Tonfall, das Plädoyer für ein friedliches Zusammenleben auf Augenhöhe kommt nicht oberlehrerhaft daher.“ Sein einziger Kritikpunkt an der dargestellten Vielfalt sei, dass in dem Film die weibliche Perspektive – trotz starker Frauenfiguren und entsprechender Besetzung – zu kurz kommt.
In der Berliner Morgenpost urteilt Peter Zander: „Damit schreibt er Filmgeschichte: Dirk Kummer hat mit „Herren“ den ersten deutschen Film nur mit Schwarzen in den Hauptrollen gedreht.“
Der Spiegel schreibt in der Printausgabe Nr. 5 vom 30. Januar 2021 auf Seite 108: „Wo sich sonst in der Primetime des öffentlich-rechtlichen Fernsehens meist der weiße Mittelstand selbst bespiegelt, zeigt das Erste hier einen Film, der von den Rassismus-Erfahrungen der Nachtarbeiter berichtet, ohne sie in eine Opferrolle zu zwängen... Kummers Tragikomödie belebt geistreich Deutschlands TV-Kultur.“

### Einschaltquoten
Die Ausstrahlung von Herren im Ersten am 10. Februar 2021 sahen in Deutschland 2,9 Millionen Zuschauer, was einem Marktanteil von 9,0 % entsprach. Dies sei laut Quotenmeter.de für einen Mittwochsfilm ein relativ enttäuschendes Ergebnis. Allerdings war Herren zuvor bereits mehrmals öffentlich ausgestrahlt worden, so am 18. September 2020 auf Arte und am 22. November 2020 auf 3sat.

## Auszeichnungen & Nominierungen
Biberacher Filmfestspiele 2019
- Auszeichnung mit dem Fernsehbiber als Bester Fernsehfilm des Jahres[5]

Fernsehfilmfestival Baden-Baden 2020
- Nominierung für den Preis der Deutschen Akademie der Darstellenden Künste
- Nominierung für den 3satPublikumspreis[5]

Grimme-Preis 2021
- Nominierung im Wettbewerb Fiktion

Civis – Europas Medienpreis für Integration 2021
- Europäischer Civis Medienpreis für Integration und kulturelle Vielfalt in der Kategorie Unterhaltung

Deutsche Akademie für Fernsehen (DAfF) 2022
- Beste Nebendarstellerin (Dalila Abdallah)[6]